# グウェンダル・ペーゼラ
グウェンダル・ペーゼラ（フランス語: Gwendal Peizerat、1972年4月21日 - ）は、フランス出身の男性フィギュアスケート選手。2002年ソルトレイクシティオリンピックアイスダンス金メダリスト。2000年世界フィギュアスケート選手権アイスダンスチャンピオン。パートナーはマリナ・アニシナなど。

## 経歴

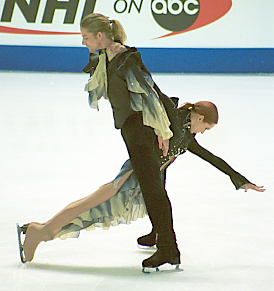
2001年GPファイナルでのアニシナ & ペーゼラ

4歳でスケートを始め、7歳の時にマリナ・モレルとカップルを組む。世界ジュニア選手権では1989年に銅メダル、1991年に銀メダルを獲得。1991-1992シーズンよりシニアクラスへ移行。1992年にモレルが引退したためにカップルを解消。
1993年にロシア出身のマリナ・アニシナとカップルを結成。オンドレイネペラメモリアルで国際大会初優勝。1995/1996シーズンより新設されたISUチャンピオンシリーズで、NHK杯にて優勝。チャンピオンシリーズファイナルでは銅メダルを獲得した。
1997-1998シーズン、欧州選手権で3位となり、初のメダルを獲得。長野オリンピックでも銅メダル。世界選手権では2位となり、初のメダルを獲得。
1999-2000シーズン、グランプリファイナル、欧州選手権では共に初優勝。地元フランスで開催された世界選手権では、1991年のイザベル・デュシュネー/ポール・デュシュネー組以来の優勝を果たし、ロシアの9年連続優勝を阻んだ。
2000-2001シーズン、欧州選手権はフリーダンスの終盤に2人が転倒し2位に留まった。1ヶ月後のグランプリファイナルは欠場した。世界選手権も2位に終わった。
2001-2002シーズン、グランプリファイナルでは2位。欧州選手権で優勝。ソルトレイクシティオリンピックではスキャンダルに巻き込まれたものの、首位を譲ることなく、フリーダンスでは5対4で1位となり優勝を果たした。フランスのフィギュアスケートの金メダルは70年ぶりとなる。この大会をもって、競技生活から引退し、プロスケーターへ転向。
2010年ローヌ県の地方議会に社会党から出馬し当選。
2011年には、2018年の冬季オリンピックの招致団の代表として、アヌシーのプレゼンを行った。
2013年6月、12シーズンぶりに競技への復帰を決めたが、結局断念している。

## 主な戦績
- 戦績はマリナ・アニシナと組んで以降

| 大会/年            | 1993-94 | 1994-95 | 1995-96 | 1996-97 | 1997-98 | 1998-99 | 1999-00 | 2000-01 | 2001-02 |
| ------------------ | ------- | ------- | ------- | ------- | ------- | ------- | ------- | ------- | ------- |
| オリンピック       |         |         |         |         | 3       |         |         |         | 1       |
| 世界選手権         | 10      | 6       | 4       | 5       | 2       | 2       | 1       | 2       |         |
| 欧州選手権         | 12      | 5       | 4       | 4       | 3       | 2       | 1       | 2       | 1       |
| GPファイナル       |         |         | 3       | 3       | 3       | 2       | 1       |         | 2       |
| GPラリック杯       | 3       | 1       | 2       | 1       | 2       | 1       | 1       | 1       | 1       |
| GP NHK杯           | 5       | 3       | 1       | 2       |         | 1       | 1       | 1       | 1       |
| GPスケートカナダ   |         |         | 2       | 2       |         |         |         | 1       |         |
| GPスケートアメリカ |         | 2       |         |         |         | 1       |         |         |         |
| GPネイションズ杯   |         | 1       |         |         | 2       |         |         |         |         |
| ネペラ記念         | 1       |         |         |         |         |         |         |         |         |